# Les Pompiers chez les pin-up
Pour plus de détails, voir Fiche technique et Distribution.
Les Pompiers chez les pin-up (I pompieri di Viggiù) est une comédie musicale italienne réalisée par Mario Mattoli et sortie en 1949, avec en vedette Nino Taranto et Totò.
Le titre est tiré de la chanson populaire du même nom, composée par Armando Fragna (it) (également auteur des autres musiques du film) et interprétée par Clara Jaione (it), sortie après la guerre.
Le film est le 8e plus grand succès de l'année au box-office Italie 1949 avec 4 758 523 entrées en Italie.

## Synopsis
À Viggiù, petite ville de la province de Varèse, il existe un sympathique groupe privé de pompiers. Ils considèrent que la chanson Les Pompiers de Viggiù, qui a connu un grand succès à l'époque, est une offense à leur glorieux corps, à tel point qu'ils n'aiment même pas qu'on les appelle pompiers, mais vigiles. Ils décident donc de se rendre à Milan pour arrêter d'autorité la revue du même nom. De plus, le commandant entend convaincre sa fille Fiamma, qui joue dans la même revue, de quitter le monde du théâtre et de retourner auprès de sa famille à Viggiù. Les pompiers se déplacent volontiers, avec le motif inavoué de pouvoir assister à la revue et surtout d'admirer les belles femmes, une opportunité généralement refusée aux habitants des petites villes de province. Le film est le prétexte à une longue séquence de numéros spectaculaires de revue théâtrale, mais la mince intrigue se dénoue de la meilleure façon possible : les pompiers, captivés par le monde magique du théâtre, renoncent à leurs intentions et Fiamma poursuit sa brillante carrière avec l'accord de son père.

## Fiche technique
- Titre français : Les Pompiers chez les pin-up ou Les Pompiers de Viggiù[2]
- Titre italien : I pompieri di Viggiù[3]
- Réalisation : Mario Mattoli
- Scénario : Marcello Marchesi, Steno
- Photographie : Aldo Tonti
- Montage : Giuliana Attenni (it)
- Musique : Armando Fragna (it)
- Décors : Alberto Boccianti (it)
- Maquillage : Giuliano Laurenti (it)
- Production : Dino De Laurentiis
- Sociétés de production : Lux Film
- Pays de production :  Italie
- Langue originale : italien
- Format : Noir et blanc - 1,37:1 - Son mono - 35 mm
- Durée : 84 minutes
- Genre : Comédie musicale
- Dates de sortie : 
  - Italie : 16 avril 1949
  - France : 9 avril 1952[2]

## Distribution
- Nino Taranto : lui-même
- Totò : lui-même
- Wanda Osiris : elle-même
- Carlo Dapporto : lui-même
- Carlo Campanini : commandant
- Silvana Pampanini : Fiamma
- Isa Barzizza : elle-même
- Dante Maggio : pompier napolitain
- Ricky Denver : comédien français
- Mario Castellani : lui-même
- Elena Giusti (it) : elle-même
- Géo Dorlis : Enrico La Barbera
- Myriam Glori : elle-même
- Harry Feist (it) : lui-même
- Laura Gore : elle-même
- Leho et Mane : eux-mêmes
- Rosetta Pedrani : elle-même
- Guido Morisi (it) : lui-même
- Adriana Serra : elle-même
- Mario Riva : lui-même
- Ave Ninchi : Gaetana
- Enzo Turco : lui-même
- Ughetto Bertucci : pompier romain
- Aldo Tonti : pompier génois
- Alfredo Rizzo : pompier milanais

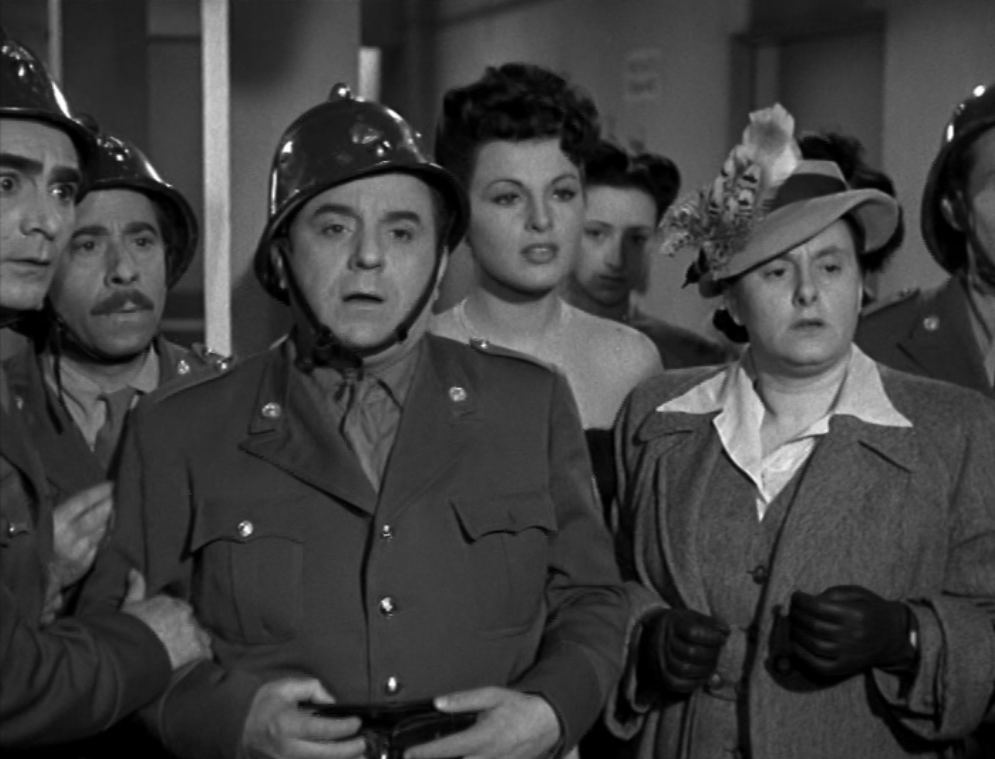
Une scène du film.

- Leopoldo Valentini : pompier apulien
- Augusto Caverzasio : pompier sicilien
- Ariodante Dalla (it) : lui-même
- Dolores Palumbo : spectateur
- Ernesto Almirante : spectateur

## Production
Le film apparaît dans le film Cinema Paradiso (1988) réalisé par Giuseppe Tornatore.